# BMW Open 2008
BMW Open 2008 — тенісний турнір, що проходив на ґрунтових кортах у місті Мюнхен, Німеччина з 28 квітня. Належав до категорії International Series.

## Фінальна частина

### Одиночний розряд
Фернандо Гонсалес —  Сімоне Болеллі 7–6(7–4), 6–7(4–7), 6–3

### Парний розряд
Міхаель Беррер /  Райнер Шуттлер —  Скотт Ліпскі /  Девід Мартін 7–5, 3–6, [10–8]